# آدم‌ربایی (فیلم ۲۰۱۷)
آدم‌ربایی (انگلیسی: Kidnap) فیلمی در ژانر هیجانی است که در سال ۲۰۱۷ منتشر شد. از بازیگران آن می‌توان به هلی بری اشاره کرد.